# Pierlas
Pierlas är en kommun i departementet Alpes-Maritimes i regionen Provence-Alpes-Côte d'Azur i sydöstra Frankrike. Kommunen ligger  i kantonen Villars-sur-Var som ligger i arrondissementet Nice. År 2022 hade Pierlas 99 invånare.

## Befolkningsutveckling
Antalet invånare i kommunen Pierlas
Referens: INSEE